# Ida-Höhe
Die Ida-Höhe bei Greiz in Thüringen ist eine historische Sehenswürdigkeit der Kreisstadt und Teil des Fürstlich Greizer Parks.

## Geographisches
Die Anhöhe befindet sich im nördlichen Teil der Parkanlage und befindet sich 320 Meter über Normalnull. Der Wanderweg zur Ida-Höhe beginnt im Park an der Luftbrücke und führt durch das Tal der Weißen Elster in den Wald des Gommlaer Forst direkt zur Anhöhe.

## Geschichte
Die Ida-Höhe wurde gemeinsam mit dem Tal der Elften Stunde, auf Anregung des seinerzeit regierenden Fürsten Heinrich XXII, 1876 durch den Parkdirektor Rudolph Reinecken im Stile der Parkanlage gestaltet und zu Ehren der Fürstin Ida zu Schaumburg-Lippe (1852–1891) benannt. Nach Fertigstellung der Anhöhe wurde dieser Ort aufgrund seines Ausblicks und der bewaldeten Umgebung, zu einem der Lieblingsplätze der Fürstenfamilie.

## Denkmalsetzung
Auf der Ida-Höhe befindet sich ein Denkmal, das am 19. April 1914 durch seine Kinder in Erinnerung an den letzten regierenden Fürsten Heinrich XXII. eingeweiht wurde. Das Denkmal besteht aus Klingstein und einer Gedenktafel.  Die Inschrift der Tafel wurde zu Zeiten der DDR durch eine Strophe des Gedichts „Über allen Gipfeln ist Ruh“ von Goethe ersetzt. Die ursprüngliche Inschrift der vormals bronzenen Relief-Gedenktafel, die nach Ende des Zweiten Weltkrieges entfernt wurde, ist nicht bekannt. Aufgrund des verwitterten Zustandes der Tafel wurde Ende 2017 eine privat motivierte, zwischenzeitlich öffentlich unterstützte Spendenaktion ins Leben gerufen, die eine Erneuerung der Tafel zum Ziel hat.